# Satoshi Watanabe
Satoshi Watanabe (Tokyo, 26 maggio 1910 – Tokyo, 15 ottobre 1993) è stato un fisico giapponese.
Nella sua attività di ricerca affrontò diversi argomenti, quali ad esempio il pattern recognition e le scienze cognitive. Egli propose, inoltre, il Teorema del brutto anatroccolo.

## Infanzia
Il padre, Chifuyu Watanabe, fu ministro della giustizia, mentre il fratello più vecchio, Takeshi Watanabe, fu viceministro della finanza e degli affari esteri e direttore generale dell'Asia Development Bank.

## Studi
Satoshi Watanabe frequentò la Gakushuuin Middle High School e la Tokyo High School. Nel 1933, si laureò presso la Tokyo Imperial University in fisica teorica, sotta la guida di Torahiko Terada. Il governo imperiale lo inviò poi in Francia, dove Louis de Broglie lo incoraggiò a studiare la termodinamica e i fenomeni ondulatori.
Nel 1937 si trasferì a Lipsia, dove si dedicò allo studio della fisica nucleare sotto la guida di Werner Karl Heisenberg. 
Nel 1939, all'inizio della Seconda guerra mondiale, lasciò la Germania, rimanendo per qualche tempo con Niels Bohr, per poi ritornare in Giappone a dicembre.

## Carriera
In Giappone lavorò prima come ricercatore al Physical and Chemical Research Institute Rikagaku Kenkyujo presso la Tokyo Imperial University, e poi come professore presso la Rikkyo University. Nel 1950 si trasferì negli Stati Uniti.
Nel 1956 diventò ricercatore all'IBM Watson Laboratory, dove iniziò la costruzione della sua teoria dell'informazione basata sulla meccanica quantistica. Insegnò alla Yale University e all'Hawaii University. Fu, inoltre, presidente dell'International Time Academy e vicepresidente dell'International Philosophy Academy.